# Bogusławki Duże
Bogusławki Duże [pronunciación en polaco: /bɔɡuˈswafki ˈduʐɛ/] es un pueblo no incorporado en el distrito administrativo de Gmina Rawa Mazowiecka, dentro del Distrito de Rawa, Voivodato de Łódź, en Polonia central. Se encuentra aproximadamente a 6 kilómetros al sureste de Rawa Mazowiecka y a 58 kilómetros al este de la capital regional Łódź.